# 加貝羅
加貝羅（法語：Gabéro），是馬里的城鎮，位於該國東部，由加奧區的加奧省負責管轄，處於加奧以南45公里，面積2,007平方公里，2009年人口25,688，人口密度每平方公里13人。